# Comprimitrice

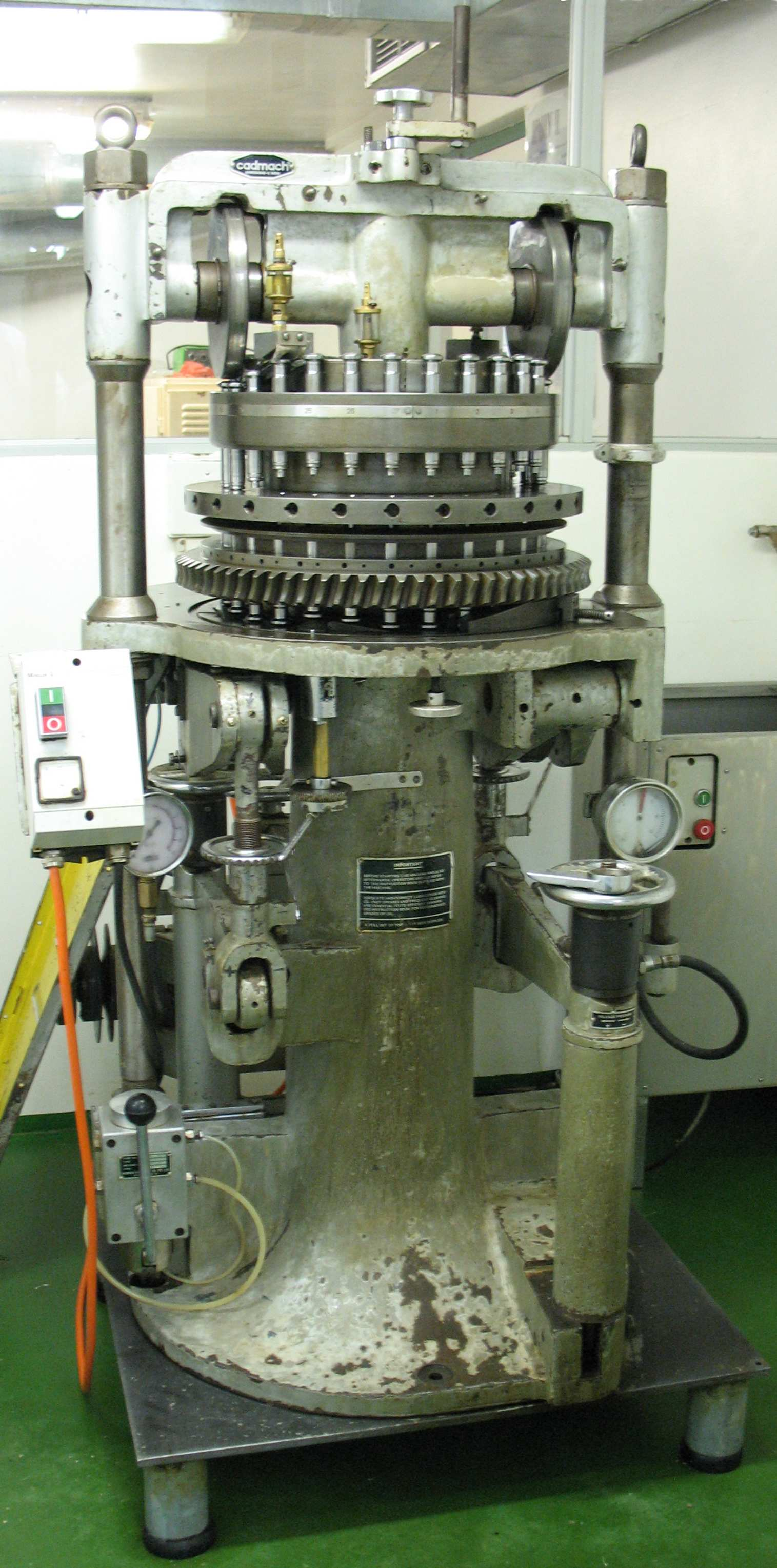
Una vecchia comprimitrice rotativa

Una comprimitrice è un macchinario utilizzato per comprimere polveri allo scopo di produrre compresse aventi dimensioni e peso ben determinati. Può essere utilizzata ad esempio per la produzione di prodotti farmaceutici, prodotti per la pulizia e cosmetici.

## Tipologie
Le comprimitrici possono essere:
- rotative
- alternative

## Funzionamento

Funzionamento di una comprimitrice

Un certo quantitativo fissato di materiale granulare viene introdotto all'interno di una cavità formata da due punzoni e uno stampo. I punzoni sono quindi premuti con una forza elevata in modo da fondere insieme il materiale.
Inizialmente il punzone inferiore si abbassa in modo da creare una cavità dove accogliere il materiale granulare. La quantità in eccesso viene raschiata via. Il punzone inferiore si abbassa e la cavità viene temporaneamente coperta per evitare perdite di materiale, quindi il punzone superiore viene abbassato e allo stesso tempo il coperchio viene rimosso in modo che il punzone superiore sia in contatto con la polvere. A questo punto, dei rulli di compressione agiscono sul punzone superiore in modo da impartire la forza di compressione necessaria a fare fondere insieme il materiale granulare sotto forma di una compressa. Infine il punzone inferiore viene alzato in modo da espellere la compressa.